# Jared McCain
Jared Dane McCain (Sacramento, Kalifornia, 2004. február 20. –) amerikai utánpótlás-válogatott kosárlabdázó, a Philadelphia 76ers játékosa a National Basketball Associationben (NBA). A 2023-as középiskolás osztály egyik legjobb játékosa volt, a 76ers az 1. kör 16. helyén választotta ki a 2024-es NBA-drafton.

## Középiskola
McCain a Centennial Középiskola játékosa volt, megválasztották az Év játékosának Kaliforniában, miután 16,9 pontot, 4,7 lepattanót és négy gólpasszt átlagolt harmadévesként. 2023-ban beválasztották a McDonald’s All-American-gálára. Utolsó szezonjában 17,7 pontot, 7,1 lepattanót, 4 gólpasszt és 1,5 labdaszerzést átlagolt, ismét Kalifornia legjobbja lett.

## Egyetem
McCain 2023 júniusában kezdte meg egyetemi pályafutását, november 6-án debütált, 8 pontot szerezve 15 perc alatt a Dartmouth ellen. 2024. január 17-én 21 pontja és öt lepattanója volt a Clemson elleni 72–71-es győzelem során. Január 29-én az atlanti-parti főcsoport hét újoncának választották. Február 17-én karriercsúcs 35 pontot szerzett, beállítva Zion Williamson Duke-rekordját. Február 19-én ismét a hét újoncának választották. 2024. március 24-én 30 pontja és 5 lepattanója volt a James Madison elleni 93–55-ös győztes mérkőzésen. Március 31-én 32 pontot szerzett az NC State ellen.
2024. április 13-án bejelentette, hogy részt vesz a 2024-es NBA-drafton.

## Profi pályafutása

### Philadelphia 76ers (2024–napjainkig)
McCaint a 16. helyen választotta ki a Philadelphia 76ers a 2024-es NBA-drafton. Július 4-én írta alá szerződését.
McCain 2024. október 23-án mutatkozott be az NBA-ben, a Milwaukee Bucks ellen. November 13-án McCain karriercsúcs 34 pontot szerzett, karriercsúcs 10 gólpasszal a Cleveland Cavaliers elleni 114–106-os vereség során. 2024 novemberében megválasztották a hónap újoncának, az első 76ers-játékosként Ben Simmons óta. December 14-én térdsérülést szenvedett, amelynek következtében ki kellett hagynia a szezon hátralévő részét. Sérüléséig a szezon legjobb újoncának tekintették.

## A válogatottban
2022-ben képviselte az Egyesült Államokat az U18-as Amerika-bajnokságon, amelyet meg is nyertek.

## Statisztika

### Egyetem
| Év        | Csapat           | JM | KM | JP/M | MG%  | 3P%  | BD%  | LP/M | GP/M | L/M | B/M | P/M  |
| --------- | ---------------- | -- | -- | ---- | ---- | ---- | ---- | ---- | ---- | --- | --- | ---- |
| 2023–2024 | Duke Blue Devils | 36 | 36 | 31,6 | .462 | .414 | .885 | 5,0  | 1,9  | 1,1 | 0,1 | 14,3 |

### NBA

#### Alapszakasz
| Év        | Csapat             | JM | KM | JP/M | MG%  | 3P%  | BD%  | LP/M | GP/M | L/M | B/M | P/M  |
| --------- | ------------------ | -- | -- | ---- | ---- | ---- | ---- | ---- | ---- | --- | --- | ---- |
| 2024–2025 | Philadelphia 76ers | 23 | 8  | 25,7 | .460 | .383 | .875 | 2,4  | 2,6  | 0,7 | 0,0 | 15,3 |
| Karrier   | Karrier            | 23 | 8  | 25,7 | .460 | .383 | .875 | 2,4  | 2,6  | 0,7 | 0,0 | 15,3 |